# Fetty Ndoss
 (janvier 2023).
Fetty Ndoss (né le 22 octobre 2001) est un rappeur gabonais, qui a signé dans le label SBM du producteur Sean Bridon,,.
Son premier album Mouguemba est sorti en 2020.

## Discographie
- 2020 : Mouguemba (album)

### Singles
- Yorani
- Pinguili Tchouk
- On est là[6]
- Bantsaye (feat. Eboloko)
- Alléluia[7],[8]
- On est là[9]
- Il faut montré (feat. Eboloko)[10]